# Regresja do średniej
Regresja do średniej, powrót do średniej – zjawisko z zakresu statystyki polegające na tym, że w czasie dokonywania dwóch pomiarów w tej samej grupie osób (czy obserwacji) w pewnym odstępie czasu, osoby (czy obserwacje) mające skrajne wyniki w pierwszym pomiarze wykazują tendencję do tego, by w drugim pomiarze osiągnąć wyniki bliższe średniej niż osiągnęły w pierwszym pomiarze. Dotyczy to zarówno wyników (w pierwszym pomiarze) skrajnych powyżej, jak i poniżej średniej.
Przykład zastosowania: grupa osób wypełniła kwestionariusz badający poziom odczuwanego stresu. Osoby, które uzyskały skrajne wyniki (a więc znacznie odbiegające od wartości przeciętnych, czyli osoby najbardziej zestresowane) w czasie powtórnego pomiaru będą generalnie (jako grupa) miały wyniki bardziej zbliżone do średniej. Wynika to z tego, że jest mało prawdopodobne, aby w czasie powtórnego pomiaru te same osoby doświadczały podobnych, skrajnie stresujących doświadczeń, które wpłynęły na ich wynik. I odwrotnie, osoby, które w czasie pierwszego pomiaru wykazywały skrajnie niski poziom odczuwanego stresu, w czasie powtórnego pomiaru najprawdopodobniej uzyskają wyniki wyższe, bardziej zbliżone do średniej całej grupy. Wynika to z tego, że jest mało prawdopodobne, aby po raz drugi te same osoby były nieprzeciętnie spokojne i w dobrym nastroju, jak miało to miejsce wcześniej.
Po raz pierwszy zjawisko to zostało opisane przez Francisa Galtona, który najpierw nazwał je „odwróceniem”, zaś później „regresją”. Obecnie jest ono nazywane „regresją do średniej”, aby odróżnić je od procedury statystycznej zwanej analizą regresji.
Zjawisko regresji do średniej musi być brane przez badaczy pod uwagę zawsze wtedy, gdy badane są zmiany wyników (czy obserwacji) skrajnych.